# Forfar

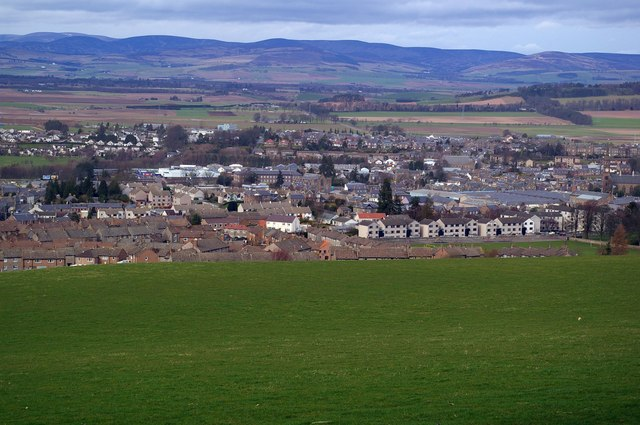
Vy över Forfar.

Forfar (skotsk gaeliska: Fharfair) är en ort i kommunen Angus i Skottland. Forfar är kommunens administrativa huvudort och hade 13 970 invånare år 2012, på en yta av 5,04 km². Tidigare hette regionen Forfarshire, som hade fått sitt namn efter staden.
Forfar är en marknadsstad för lantbruket i Strathmoredalen i det centrala Angus. Den är känd för Forfar Bridies, en halvrund paj med köttdeg och lök.
Sångaren Bon Scott, tidigare frontfigur i AC/DC, föddes i Forfar den 9 juli 1946.
Forfar ligger vid A90, vägen mellan Perth och Aberdeen. Vägen gick tidigare rakt igenom staden, men idag finns där en ringväg som leder trafiken utanför staden. Järnvägsstationen i Forfar stängdes 1967.

## Historia
Stadens historia går tillbaka till tiden före romansk tid. Man vet att pikterna möttes i en fästning vid Forfar för att planlägga hur man skulle slå tillbaka de invaderande romarna.[källa behövs]
År 1215 blev dottern till ledaren av MacWilliamklanen mördad på marknaden i Forfar, eftersom hennes far hävdat att hon hade arvsrätt på grund av släktskap till Duncan II av Skottland. Hon var bara ett spädbarn då faderns motståndare mördade henne.